# Wszechświat Blastera
Wszechświat Blastera (ang. Blaster‘s Universe, 1998) – kanadyjski serial animowany wyprodukowany przez studio Nelvana.

## Fabuła
Rok 2222. Wszechświat Blastera opowiada o 12-letnim chłopcu, którego główną pasją jest nauka i kosmos, 12-letniej dziewczyny o imieniu G.C. oraz zrobotyzowanego psa – Mela.

## Bohaterowie
- Blaster – główny bohater kreskówki. 12-letni chłopiec, który ma obsesję na punkcie nauki i kosmosu. Ma niebieskie włosy.
- G.C. „Geisi” – 12-letnia przyjaciółka Blastera. Ma fioletowe włosy.
- Mel – robot-pies.

## Wersja polska

### Dubbing (Canal+ i MiniMax)
Wersja polska: na zlecenie CANALu+ – Start International Polska
Wystąpili:
- Janusz Zadura – Blaster
- Krystyna Kozanecka – G.C. „Geisi”

i inni

### Lektor (2x2 TV)
Wersja polska: na zlecenie 2x2 TV – Studio PDK
czytał: Henryk Andrzej Niepomirski-Korwin

## Spis odcinków
| Nr             | Polski tytuł | Angielski tytuł           |
| -------------- | ------------ | ------------------------- |
|                |              |                           |
| SERIA PIERWSZA |              |                           |
|                |              |                           |
| 01             |              | You’re History            |
|                |              |                           |
| 02             |              | A Bridge Too Weak         |
|                |              |                           |
| 03             |              | Misplaced Weekend         |
|                |              |                           |
| 04             |              | A Spot of Trouble         |
|                |              |                           |
| 05             |              | Uncool Copycat            |
|                |              |                           |
| 06             |              | Mind Over Manners         |
|                |              |                           |
| 07             |              | Body Eclectic             |
|                |              |                           |
| 08             |              | Hero Today, Gone Tomorrow |
|                |              |                           |
| 09             |              | Sound Advice              |
|                |              |                           |
| 10             |              | Math Schmath              |
|                |              |                           |
| 11             |              | Nowhere to Hide           |
|                |              |                           |
| 12             |              | Gym Nausium               |
|                |              |                           |
| 13             |              | Buggin’ Out               |
|                |              |                           |